# Gare de Saint-Sulpice-sur-Tarn
Gare de Saint-Sulpice-sur-Tarn vasútállomás Franciaországban, Saint-Sulpice-la-Pointe településen.

## Vasútvonalak
Az állomást az alábbi vasútvonalak érintik:
- Brive-la-Gaillarde–Toulouse-vasútvonal
- Montauban-Ville-Bourbon-La Crémade-vasútvonal

## Kapcsolódó állomások
A vasútállomáshoz az alábbi állomások vannak a legközelebb:
- Gare de Roquesérière
- Gare des Cauquillous
- Gare de Rabastens - Couffouleux
- Gare de Lisle-sur-Tarn
- Gare de Montastruc-la-Conseillère